# Capnolymma brunnea
Capnolymma brunnea là một loài bọ cánh cứng trong họ Cerambycidae.